# ソユーズMS-04
ソユーズMS-04は2017年4月20日に国際宇宙ステーションに第52次長期滞在のクルー2名を送り届けるために打ち上げられたソユーズ宇宙船である。ロシア人のコマンダーとアメリカ人のフライトエンジニアが搭乗した。ソユーズMS-04では、打ち上げ後に国際宇宙ステーションとランデブーするまでの所要時間を従来の2日から約6時間に短縮する運用が初めて行われた。ソユーズMS-04は133機目のソユーズ宇宙船であるが、乗員が2名のみであったのはソユーズTMA-2以来のことであった。

## クルー
| 地位                 | 打ち上げ機搭乗クルー                            | 着陸機搭乗クルー                                   |
| -------------------- | ----------------------------------------------- | -------------------------------------------------- |
| コマンダー           | フョードル・ユールチキン, RSA 5回目の宇宙飛行   | フョードル・ユールチキン, RSA 5回目の宇宙飛行      |
| フライトエンジニア 1 | ジャック・D・フィッシャー, NASA 1回目の宇宙飛行 | ジャック・D・フィッシャー, NASA 1回目の宇宙飛行    |
| フライトエンジニア 2 | なし                                            | ペギー・ウィットソン, NASA 最後かつ3回目の宇宙飛行 |

### バックアップクルー
| 地位                 | 搭乗メンバー                  | 搭乗メンバー                  |
| -------------------- | ----------------------------- | ----------------------------- |
| コマンダー           | セルゲイ・リャザンスキー, RSA | セルゲイ・リャザンスキー, RSA |
| フライトエンジニア 1 | ランドルフ・ブレスニク, NASA  | ランドルフ・ブレスニク, NASA  |

2017年にロシアが派遣する宇宙飛行士を減らすことを決定したため、ソユーズMS-04はクルー2名での打ち上げとなった。当初はクルー3名の予定であったが、2016年11月にNASAとロスコスモスの間でクルーの割り当て変更が取り決められた。ソユーズMS-04に搭乗する予定だったアレクサンダー・ミシュルキンとマーク・T・ヴァンデハイはソユーズMS-06に搭乗が振り替えられた。